# PRISMY
『PRISMY』（プリズミイ）は、1978年11月20日にリリースされた尾崎亜美の4作目のスタジオ・アルバムである。発売元は東芝EMI/エキスプレス。

## 概要
全ての作詞・作曲・編曲は尾崎自身が手掛けており、前作『STOP MOTION』からわずか4カ月でリリースされた。タイトルの『PRISMY』はファーストアルバム『SHADY』を意識し、今回は″影″ではなく″プリズム″のように楽曲を明るく多彩な色に染めるという思いを表している。前作以上にストリングスを多用し、尾崎がシンセサイザーの演奏にも積極的に取り組んだため、サウンドは厚みや緻密さを増したものになっている。尾崎は本作について、「すごく可愛い感じのアルバム。アレンジの面白さが分かりかけてきたのか、インサートには″作詞・作曲・編曲：尾崎亜美″と大きく書かれていて、自己主張したかったのかもしれません」と語っている。
先行シングル「あなたはショッキングシャイン」とB面曲「私は愛を唄わない」を収録。A-3「パーフェクト ゲーム」は1978年6月に発売された金井夕子のデビューシングル「パステル ラヴ」のB面曲として提供した曲のセルフカバー。
2009年4月22日には紙ジャケット仕様（CD:TOCT-26826）で再発売された。

## 収録曲

### LP / CT
| 全作詞・作曲・編曲: 尾崎亜美。 |                                  |          |            |      |
| #                              | タイトル                         | 作詞     | 作曲・編曲 | 時間 |
| 1.                             | 「あなたはショッキングシャイン」 | 尾崎亜美 | 尾崎亜美   | 4:08 |
| 2.                             | 「気分を変えて」                 | 尾崎亜美 | 尾崎亜美   | 3:50 |
| 3.                             | 「パーフェクト ゲーム」          | 尾崎亜美 | 尾崎亜美   | 3:37 |
| 4.                             | 「気まぐれ予報」                 | 尾崎亜美 | 尾崎亜美   | 3:21 |
| 5.                             | 「テンダー レイン」              | 尾崎亜美 | 尾崎亜美   | 4:33 |

| 全作詞・作曲・編曲: 尾崎亜美。 |                                |          |            |      |
| #                              | タイトル                       | 作詞     | 作曲・編曲 | 時間 |
| 1.                             | 「コズミック ブルー」          | 尾崎亜美 | 尾崎亜美   | 2:36 |
| 2.                             | 「少年の日のメリーゴーランド」 | 尾崎亜美 | 尾崎亜美   | 2:54 |
| 3.                             | 「白夜」                       | 尾崎亜美 | 尾崎亜美   | 3:58 |
| 4.                             | 「テンプテーション」           | 尾崎亜美 | 尾崎亜美   | 3:22 |
| 5.                             | 「私は愛を唄わない」           | 尾崎亜美 | 尾崎亜美   | 4:59 |

### CD
| 全作詞・作曲・編曲: 尾崎亜美。 |                                  |          |            |      |
| #                              | タイトル                         | 作詞     | 作曲・編曲 | 時間 |
| 1.                             | 「あなたはショッキングシャイン」 | 尾崎亜美 | 尾崎亜美   | 4:08 |
| 2.                             | 「気分を変えて」                 | 尾崎亜美 | 尾崎亜美   | 3:50 |
| 3.                             | 「パーフェクト ゲーム」          | 尾崎亜美 | 尾崎亜美   | 3:37 |
| 4.                             | 「気まぐれ予報」                 | 尾崎亜美 | 尾崎亜美   | 3:21 |
| 5.                             | 「テンダー レイン」              | 尾崎亜美 | 尾崎亜美   | 4:33 |
| 6.                             | 「コズミック ブルー」            | 尾崎亜美 | 尾崎亜美   | 2:36 |
| 7.                             | 「少年の日のメリーゴーランド」   | 尾崎亜美 | 尾崎亜美   | 2:54 |
| 8.                             | 「白夜」                         | 尾崎亜美 | 尾崎亜美   | 3:58 |
| 9.                             | 「テンプテーション」             | 尾崎亜美 | 尾崎亜美   | 3:22 |
| 10.                            | 「私は愛を唄わない」             | 尾崎亜美 | 尾崎亜美   | 4:59 |
| 合計時間:                      | 合計時間:                        | 37:53    |            |      |

## シングル

### 概要
7枚目のシングル。表題曲は、シンセサイザー及びすべてのキーボード・パートを尾崎自身が演奏している。翌月に発売されたアルバム『PRISMY』からの先行シングル。
| 全作詞・作曲・編曲: 尾崎亜美。 |                                  |          |            |      |
| #                              | タイトル                         | 作詞     | 作曲・編曲 | 時間 |
| 1.                             | 「あなたはショッキングシャイン」 | 尾崎亜美 | 尾崎亜美   | 4:09 |
| 2.                             | 「私は愛を唄わない」             | 尾崎亜美 | 尾崎亜美   | 4:58 |
| 合計時間:                      | 合計時間:                        | 9:07     |            |      |

## 参加ミュージシャン
| - Vocal, Ac. Piano, E.Piano, Polymoog synthesizer, Oberheim 8 Voice synthesizer：尾崎亜美 - E.Guitar：鈴木茂 - E.Bass：後藤次利 - Drums：林立夫 - Percussion：浜口茂外也 - Alto Sax：ジェイク・コンセプション - Chorus：AMII'S CHILD - Synthesizer Programming：松武秀樹 - Strings Arrangement：尾崎亜美 - Vocal：尾崎亜美 - E.Piano：佐藤博 - E.Guitar：鈴木茂 - E.Bass：後藤次利 - Drums：林立夫 - Percussion：斉藤ノブ - Flute：浜口茂外也 - Chorus：AMII'S CHILD - Strings Arranement：尾崎亜美 - Vocal, Polymoog synthesizer, Oberheim 8 Voice synthesizer：尾崎亜美 - E.Piano：坂本龍一 - E.Guitar：鈴木茂 - E.Bass：後藤次利 - Drums：林立夫 - Percussion：斉藤ノブ - Chorus：AMII'S CHILD - Synthesizer Programming：松武秀樹 - Strings Arrangement：尾崎亜美 - Vocal, Chorus, Ac. Piano, Oberheim 8 Voice synthesizer, Percussion：尾崎亜美 - E.Guitar：鈴木茂 - E.Bass：後藤次利 - Drums：林立夫 - Percussion：斉藤ノブ - Chorus：小田和正（オフコース） - Chorus：鈴木康博（オフコース） - Synthesizer Programming：松武秀樹 - Strings Arrangement：尾崎亜美 - Vocal, E.Piano, Cembalo, Glocken Spiel：尾崎亜美 - E.Guitar：鈴木茂 - Ac.Guitar：Ted M. Gibson - E.Bass：宮下恵輔 - Drums：林立夫 - Percussion：浜口茂外也 - Chorus：AMII'S CHILD - Strings Arrangement：尾崎亜美 | - Vocal, E.Piano, Marimba：尾崎亜美 - Ac.Piano：坂本龍一 - E.Guitar：鈴木茂 - G.Guitar：Ted M. Gibson - E.Bass：後藤次利 - Drums：林立夫 - Harmonica：松尾一彦 - Chorus：AMII'S CHILD - Strings Arrangement：尾崎亜美 - Vocal, Ac.Piano, Polymoog synthesizer, Oberheim 8 Voice synthesizer：尾崎亜美 - Synthesizer Programming：松武秀樹 - Vocal, Chorus, E.Piano, Polymoog synthesizer, Oberheim 8 Voice synthesizer：尾崎亜美 - E.Guitar：松原正樹 - E.Bass：後藤次利 - Drums：林立夫 - Percussion：斉藤ノブ - Chorus：小田和正（オフコース） - Chorus：鈴木康博（オフコース） - Harp：山川恵子 - Synthesizer Programming：松武秀樹 - Vocal：尾崎亜美 - Ac.Piano：坂本龍一 - E.Guitar：鈴木茂 - E.Bass：後藤次利 - Drums：林立夫 - Percussion：斉藤ノブ - Alto Sax：ジェイク・コンセプション - Chorus：AMII'S CHILD & DADDY - Strings Arrangement：尾崎亜美 - Vocal, Hammond Organ, Polymoog synthesizer：尾崎亜美 - Ac.Piano：坂本龍一 - E.Guitar：鈴木茂 - E.Bass：後藤次利 - Drums：林立夫 - Percussion：斉藤ノブ - Chorus：AMII'S CHILD - Synthesizer Programming：松武秀樹 - Strings Arrangement：尾崎亜美 |

## レコーディングスタッフ
- プロデューサー：武藤敏史、尾崎亜美
- レコーディング・ミキシングエンジニア：Ryoji Hachiya
- アシスタントエンジニア：Kenichi Yamaguchi, Kohji Suzuki, Teruya Mizutani, Susumu Mera
- 録音：TOSHIBA-EMI, Sound City, Media & Freedom Studio
- リミックス：TOSHIBA-EMI Studio 1

## カバーデザイン
- アートディレクション：Masatoshi Hirose
- デザイン：Hirofumi Arai
- 写真：Tamjin

## リリース日一覧
| 地域 | リリース日    | レーベル                  | 規格                   | カタログ番号   | 備考                                              |
| ---- | ------------- | ------------------------- | ---------------------- | -------------- | ------------------------------------------------- |
| 日本 | 1978年11月5日 | 東芝EMIエキスプレス       | LP                     | ETP-80050      | stereo                                            |
| 日本 | 1987年8月26日 | 東芝EMIエキスプレス       | CD                     | CA32-1530      |                                                   |
| 日本 | 1993年4月7日  | 東芝EMIエキスプレス       | CD                     | TOCT-6939      |                                                   |
| 日本 | 2004年4月1日  | EMIミュージック・ジャパン | デジタル・ダウンロード | 00094631414954 | mora                                              |
| 日本 | 2004年4月1日  | EMIミュージック・ジャパン | デジタル・ダウンロード | B0047HSVE4/    | Amazon.com                                        |
| 日本 | 2004年4月1日  | EMIミュージック・ジャパン | デジタル・ダウンロード | A1000036391    | レコチョク                                        |
| 日本 | 2005年8月4日  | EMIミュージック・ジャパン | デジタル・ダウンロード | 720376744      | Apple Music                                       |
| 日本 | 2009年4月22日 | EMIミュージック・ジャパン | CD                     | TOCT-26826     | 紙ジャケット、24bitリマスター、ボーナス・トラック |

## 参考資料
- オリコン『ALBUM CHART-BOOK COMPLETE EDITION 1970-2005』オリコン・マーケティング・プロモーション、2006年4月。ISBN 978-4-87131-077-2。
- 『PRISMY』（紙ジャケット再発盤・ライナーノーツ）東芝EMI/EXPRESS、2009年4月22日。TOCT-26826。